# Neogobius
Neogobius é um género de peixe da família Gobiidae.
Este género contém as seguintes espécies:
- Neogobius caspius
- Neogobius fluviatilis
- Neogobius melanostomus
- Neogobius pallasi